# 크리클레이드

크리클레이드

크리클레이드(Cricklade)는 잉글랜드의 노스 윌트셔에 위치한 템스강의 타운이자 지방 행정구이다. 스윈던과 시런세스터의 중간에 위치해 있다.
2001년 인구 조사에서 크리클레이드의 인구는 4,132명이다.

## 추가 문헌
- Pevsner, Nikolaus; Cherry, Bridget (revision) (1975) [1963]. 《Wiltshire》. The Buildings of England. Harmondsworth: Penguin Books. 199–202쪽. ISBN 0 14 0710.26 4 |isbn= 값 확인 필요: invalid character (도움말).
- Pugh, R.B.; Crittall, Elizabeth (eds.) (1956). 《A History of the County of Wiltshire, Volume 3》. Victoria County History. 335–336쪽.